# Guzmán el Bueno (metropolitana di Madrid)
Guzmán el Bueno è una stazione delle linee 6 e 7 della Metropolitana di Madrid, situata sotto l'Avenida de la Reina Victoria al confine tra i distretti di Chamberí e Moncloa-Aravaca.

## Storia
La stazione è stata aperta al pubblico il 13 gennaio 1987, con il prolungamento della linea 6 da Cuatro Caminos a Ciudad Universitaria. Si trattava di una delle stazioni a maggiore profondità dell'intera rete, trovandosi a 40 m di profondità e aveva tre ingressi. L'ingresso ovest venne chiuso nel 1997 per portare a termine i lavori di ammodernamento e ampliamento della stazione, per ospitare anche una stazione della linea 7. Il 12 febbraio 1999 venne aperta al pubblico la stazione della linea 7, facente parte del nuovo tratto compreso tra le stazioni di Canal e Valdezarza. Contemporaneamente vennero installati ascensori nella stazione.

## Accessi
Ingresso General Rodrigo
- General Rodrigo Calle del General Rodrigo, 17 (Reina Victoria-Hacienda)
- Av. Reina Victoria - Guzmán el Bueno (dispari) Avenida de la Reina Victoria
- Ascensore Avenida de la Reina Victoria

Ingresso Reina Victoria aperto dalle 6:00 alle 21:40
- Reina Victoria (pari) Avenida de la Reina Victoria, 30
- Los Vascos Avenida de Reina Victoria, 32 (angolo con Calle de Los Vascos)